# Tébar
Tébar è un comune spagnolo di 316 abitanti situato nella comunità autonoma di Castiglia-La Mancia.